# Phalerodes rungsi
Phalerodes rungsi är en fjärilsart som beskrevs av François Louis Nompar de Caumont de Laporte 1973. Phalerodes rungsi ingår i släktet Phalerodes och familjen nattflyn. Inga underarter finns listade i Catalogue of Life.